# Antheopsis
Antheopsis är ett släkte av koralldjur. Antheopsis ingår i familjen Actiniidae.
Kladogram enligt Catalogue of Life:
| Antheopsis | \| \| Antheopsis australiensis \| \| \| \| \| \| Antheopsis malayensis \| \| \| \| |
|            | \| \| Antheopsis australiensis \| \| \| \| \| \| Antheopsis malayensis \| \| \| \| |
|            | Antheopsis australiensis                                                           |
|            |                                                                                    |
|            | Antheopsis malayensis                                                              |
|            |                                                                                    |